# Branksome
Branksome är en stadsdel i Poole, i distriktet Bournemouth, Christchurch and Poole, i grevskapet Dorset, i England. Branksome var en civil parish 1894–1905 när blev den en del av Poole. Civil parish hade 8 095 invånare år 1901. Branksome var ett distrikt 1894–1905.